# Agrostis schaffneri
Agrostis schaffneri é uma espécie de gramínea do gênero Agrostis, pertencente à família Poaceae.